# 요동 묵씨
요동 묵씨(遼東墨氏)는 요동을 본관으로 하는 한국의 성씨이다. 시조는 노나라 묵자의 후손인 양현(梁郡)이다.